# Украинский музей
Украи́нский музе́й (укр. Український Музей, англ. The Ukrainian Museum) — музей, основанный в 1976 г. Союзом Украинок Америки (СУА) в Нью-Йорке (США).
Создан на базе коллекции народного творчества, приобретённого управлением СУА в 1933 г. у кооператива Украинское народное искусство в Львове. Основу этнографической коллекции составляют ткани, вышивки, ковры, народная одежда, керамика, металлические изделия, писанки.
В музее происходят различные этнографические выставки, курсы писания писанок; выставки изобразительного искусства, детского творчества. Украинский музей функционирует как корпорация.